# Estação Ferroviária de Alcácer do Sal
A Estação Ferroviária de Alcácer do Sal é uma interface encerrada da Linha do Sul, que servia a localidade de Alcácer do Sal, no distrito de Setúbal, em Portugal. Entrou ao serviço em 25 de Maio de 1920 e foi encerrada aos serviços de passageiros no dia 1 de Dezembro de 2011.

## Descrição

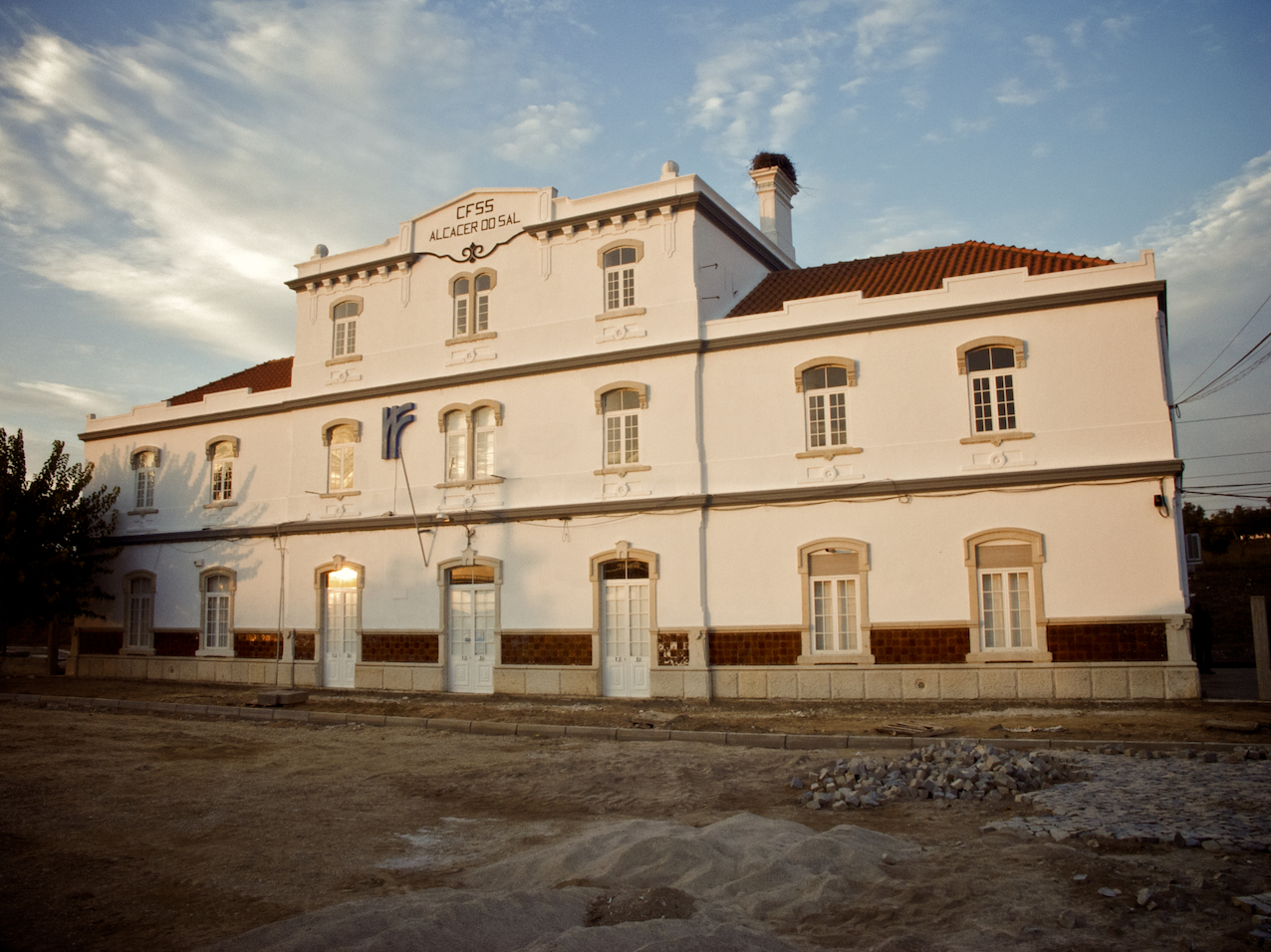
Vista de rua da estação.

### Localização e acessos
A gare está situada no limite ocidental da malha urbana de Alcácer do Sal, com acesso pelo Largo da Estação Ferroviária, distando pouco menos de um quilómetro da Escola Secundária local e a pouco menos de dois do centro da cidade (Turismo).

### Infraestrutura
O edifício de passageiros situa-se do lado sulsudoeste da via da Linha do Sul (lado direito do sentido ascendente, para Funcheira). Esta interface apresenta duas vias de circulação, identificadas como I e II, com comprimentos de 602 e 563 m, respetivamente, e acessíveis por plataformas de 127 e 120 m de comprimento e alturas de 55 e 50 cm; existem ainda três vias secundárias, não eletrificadas, numeradas de III a V, com comprimentos entre 217 e 81 m.

## História

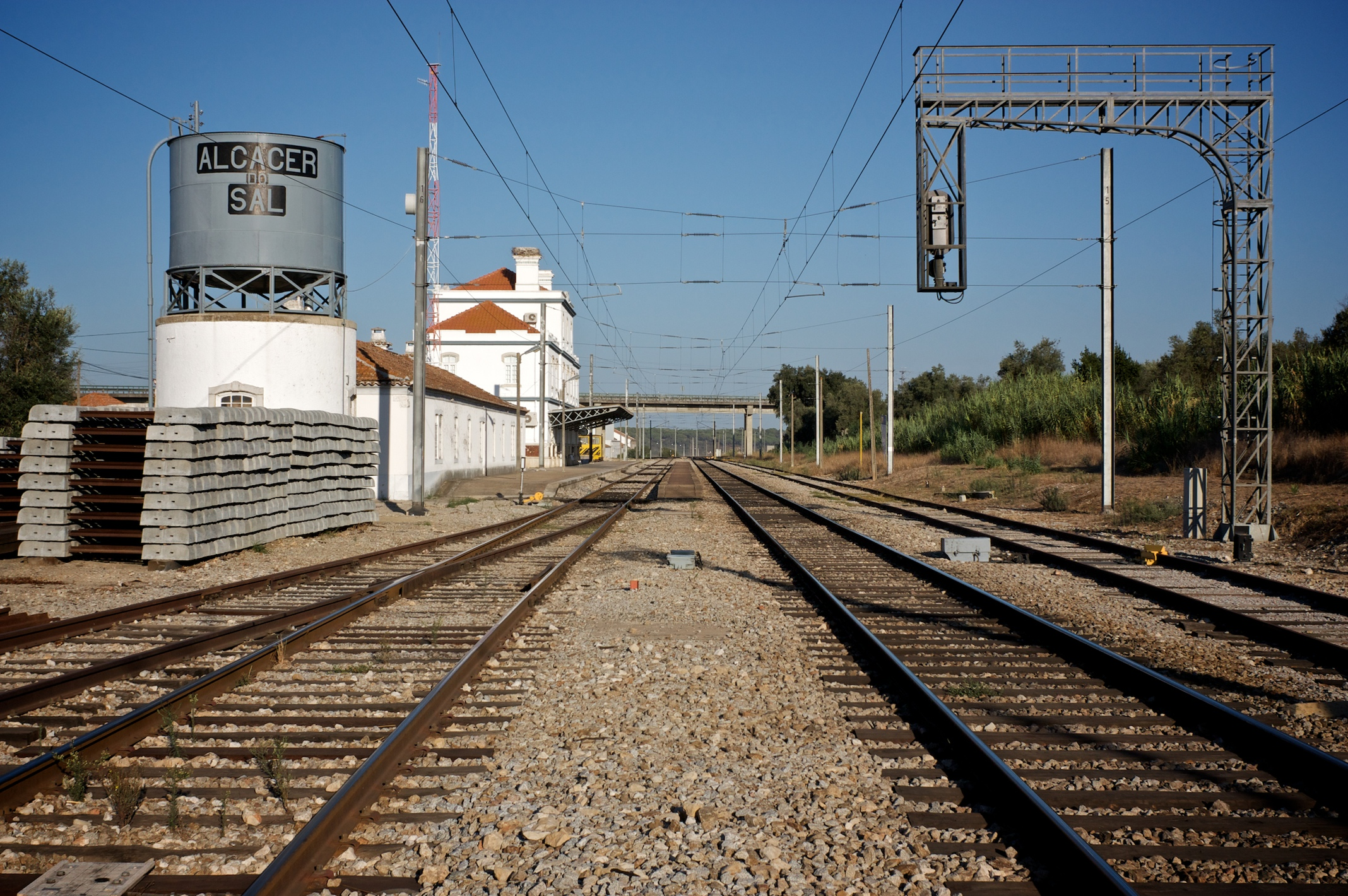
Vista da estação em 2009, com a torre de água.

### Antecedentes
Até cerca de meados do século XIX, o transporte rodoviário em Portugal foi muito deficiente, sendo preferencialmente utilizados os transportes marítimo e fluvial, quando era possível. Até ao desenvolvimento da rede ferroviária no Sul do país, Alcácer do Sal era um dos principais portos na região e um ponto de convergência das estradas, sendo o local onde se fazia o transbordo de passageiros e mercadorias para os barcos com destino e origem em Lisboa. Por exemplo, a chamada Rota do Trigo ligava Évora a Alcácer do Sal, sendo o transporte de cereais feito por carros a tracção animal, que no entanto eram muito lentos. Em 1844, o Ministro da Fazenda, João Gualberto de Oliveira, sugeriu que o traçado por terra deste eixo comercial, desde o Alentejo até Alcácer, fosse substituído por um caminho de ferro, defendendo que seria a única linha em Portugal que poderia ter algum lucro. Em 1894, existia uma carreira de diligências desde Santiago do Cacém até à Estação de Poceirão, que passava por Alcácer do Sal.

### Planeamento, construção e inauguração

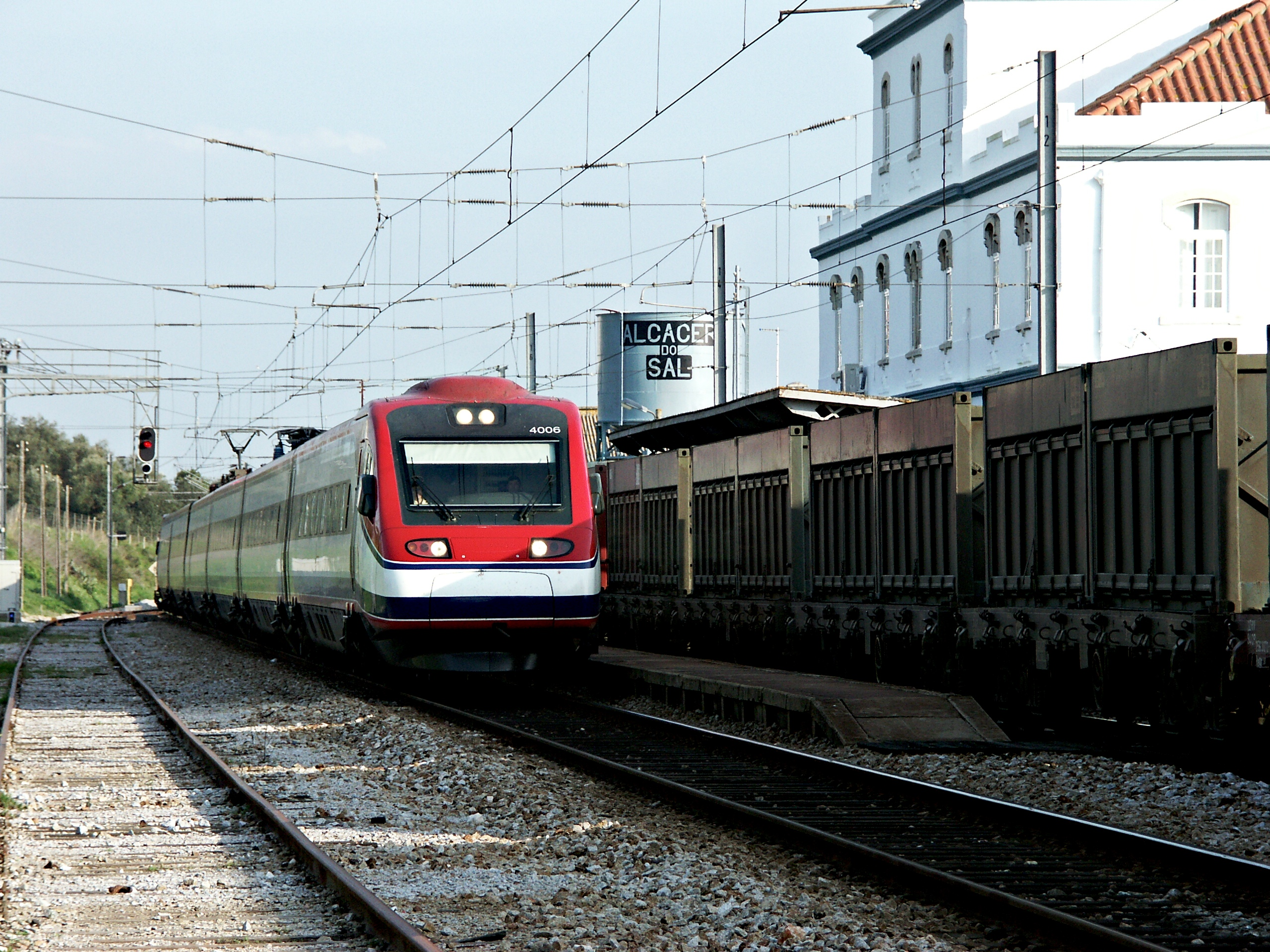
Comboio Alfa Pendular na Estação de Alcácer, em 2008.

No Plano da Rêde ao Sul do Tejo, documento de 6 de Outubro de 1898 que devia organizar todos as linhas férreas já existentes ou planeadas nesta região, estava prevista a construção da Linha do Vale do Sado, com uma estação para servir Alcácer do Sal. Nessa altura, foi organizado um inquérito administrativo, para a apreciação do público sobre os linhas cuja construção estava planeada no âmbito dos Planos das Redes Complementares ao Norte do Mondego e Sul do Tejo, incluindo, estava a Linha do Valle do Sado, ligando Setúbal a Garvão, passando por Grândola e Alcácer do Sal. Em Junho de 1918, previa-se que a linha entre Grândola e Alcácer do Sal seria aberto ainda nesse ano. Com efeito, este lanço abriu no dia 14 de Julho de 1918, tendo a primeira estação a servir Alcácer do Sal sido um edifício provisório na margem Sul do Rio Sado, denominado de Alcácer - Sul.
O concurso público para a estação definitiva foi aberto em 16 de Janeiro de 1917, pelos Caminhos de Ferro do Estado, tendo sido inaugurada em 25 de Maio de 1920, junto com o troço até Setúbal. Porém, a ligação entre as duas margens do Sado era feita através de uma ponte provisória, com grandes restrições à passagem dos comboios, tendo a ponte definitiva sido inaugurada em 1 de Junho de 1925, completando a Linha do Sado.

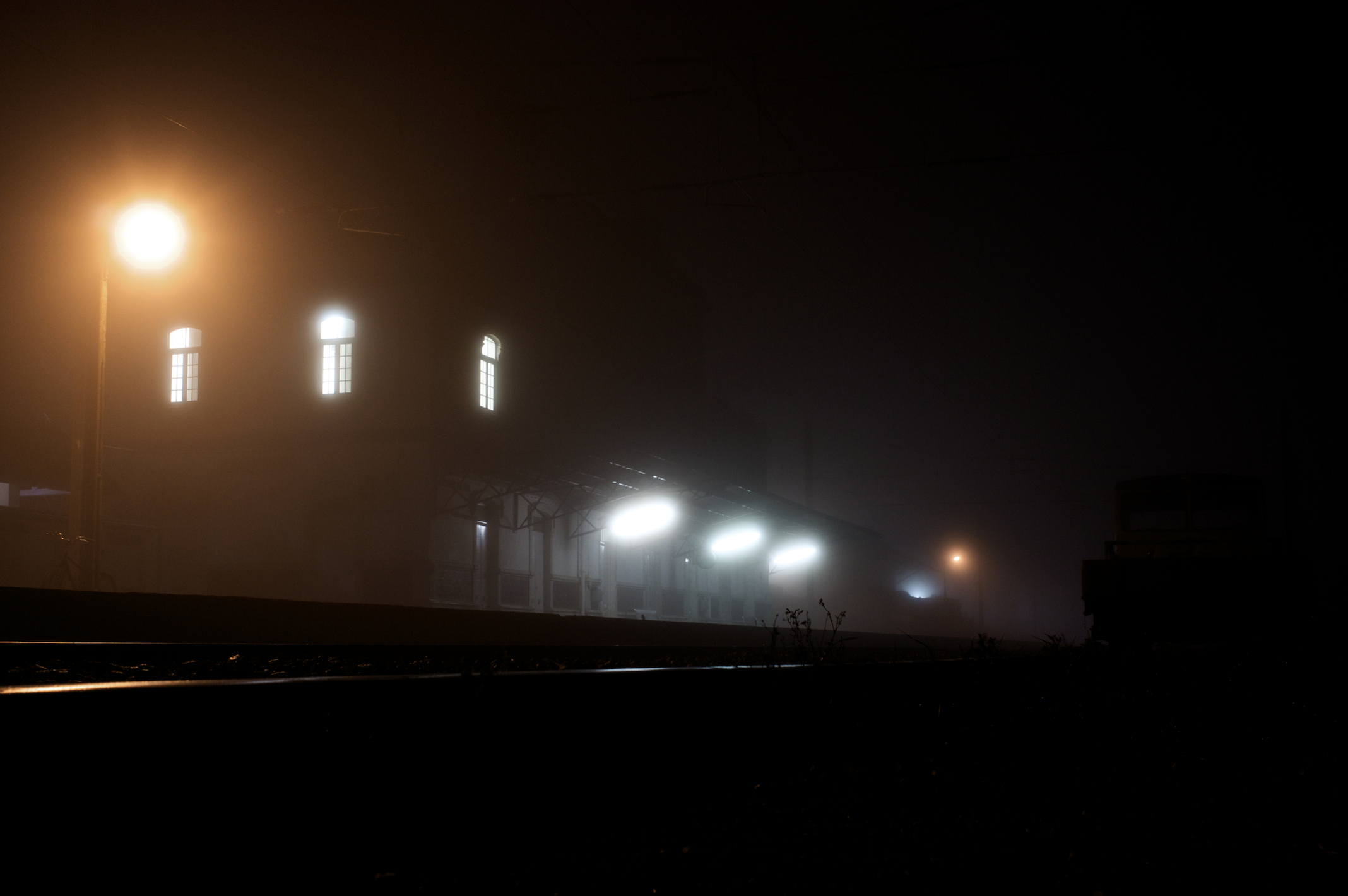
Estação de Alcácer durante a noite, em 2010

### Ligações propostas a Vendas Novas e Casa Branca
No Plano Geral da Rede Ferroviária, publicado pelo Decreto n.º 18.190, de 28 de Março de 1930, estavam previstas duas novas linhas férreas até Alcácer do Sal; a primeira, denominada de Transversal de Santa Susana, devia começar em Casa Branca, e servir as minas de carvão de Santa Susana ao longo do percurso. A segunda linha, com o nome de Transversal de Vendas Novas, seria uma continuação da Linha de Vendas Novas até Alcácer do Sal. Este caminho de ferro, proposto em 1928 pela Companhia dos Caminhos de Ferro Portugueses, possibilitaria a ligação directa entre o Algarve e a Linha do Norte.

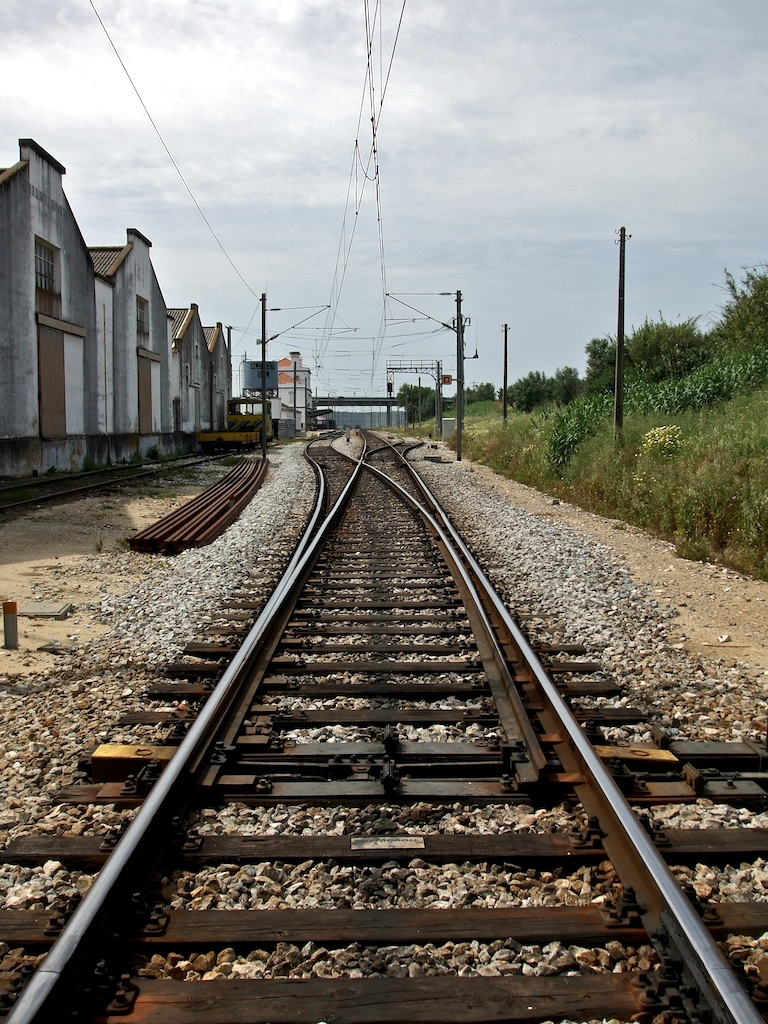
Estação de Alcácer do Sal em 2008, mostrando à esquerda os antigos armazéns de cereais

### Expansão da estação
Em finais de 1926, a comissão administrativa da Câmara Municipal de Alcácer do Sal pediu ao Conselho de Administração dos Caminhos de Ferro do Estado para que esta lhe entregasse a estrada de acesso à estação.
Em 1933, a Comissão Administrativa do Fundo Especial de Caminhos de Ferro aprovou a realização de obras para o abastecimento de água da estação, e a instalação de uma báscula de 40 t. Um diploma do Ministério das Obras Públicas e Comunicações, publicado no Diário do Governo n.º 270, II Série, de 18 de Novembro de 1937, ordenou que o condutor Caetano Alberto da Cruz Jorge Alberto, da Direcção-Geral de Caminhos de Ferro, outorgasse em nome do ministro na escritura de venda de uma parcela de terreno no interior da estação de Alcácer do Sal, para ser utilizada pela Federação Nacional dos Produtores de Trigo.

### Século XXI

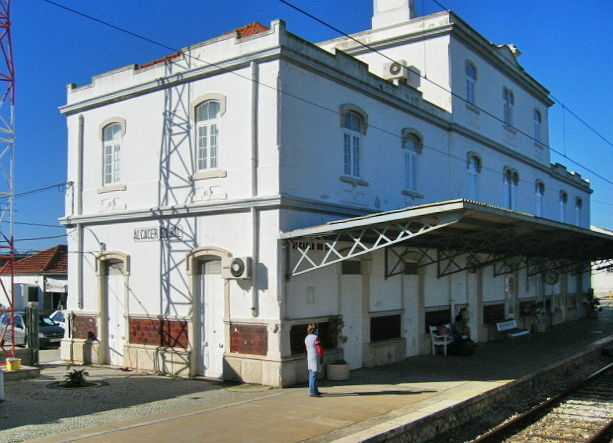
Estação de Alcácer do Sal, em 2001.

#### Abertura da Variante de Alcácer
Em 19 de Dezembro de 2010, foi inaugurada a Variante de Alcácer, um desvio no traçado da Linha do Sul que melhorou as ligações ferroviárias ao Porto de Sines e permitiu um aumento da velocidade dos comboios. Este troço já tinha sido aberto provisoriamente em 28 de Outubro, devido a um descarrilamento que provocou a interrupção do tráfego em Alcácer do Sal. Os comboios de passageiros regionais e Intercidades iriam continuar a utilizar o antigo troço, de forma a servir as mesmas paragens, incluindo a estação de Alcácer do Sal.
Em Janeiro de 2011, a estação ferroviária de Alcácer do Sal dispunha de duas vias de circulação, com 621 e 586 m de comprimento; as plataformas tinham ambas 120 m de extensão, e apresentavam 40 e 35 cm de altura — valores mais tarde ajustados para os atuais.

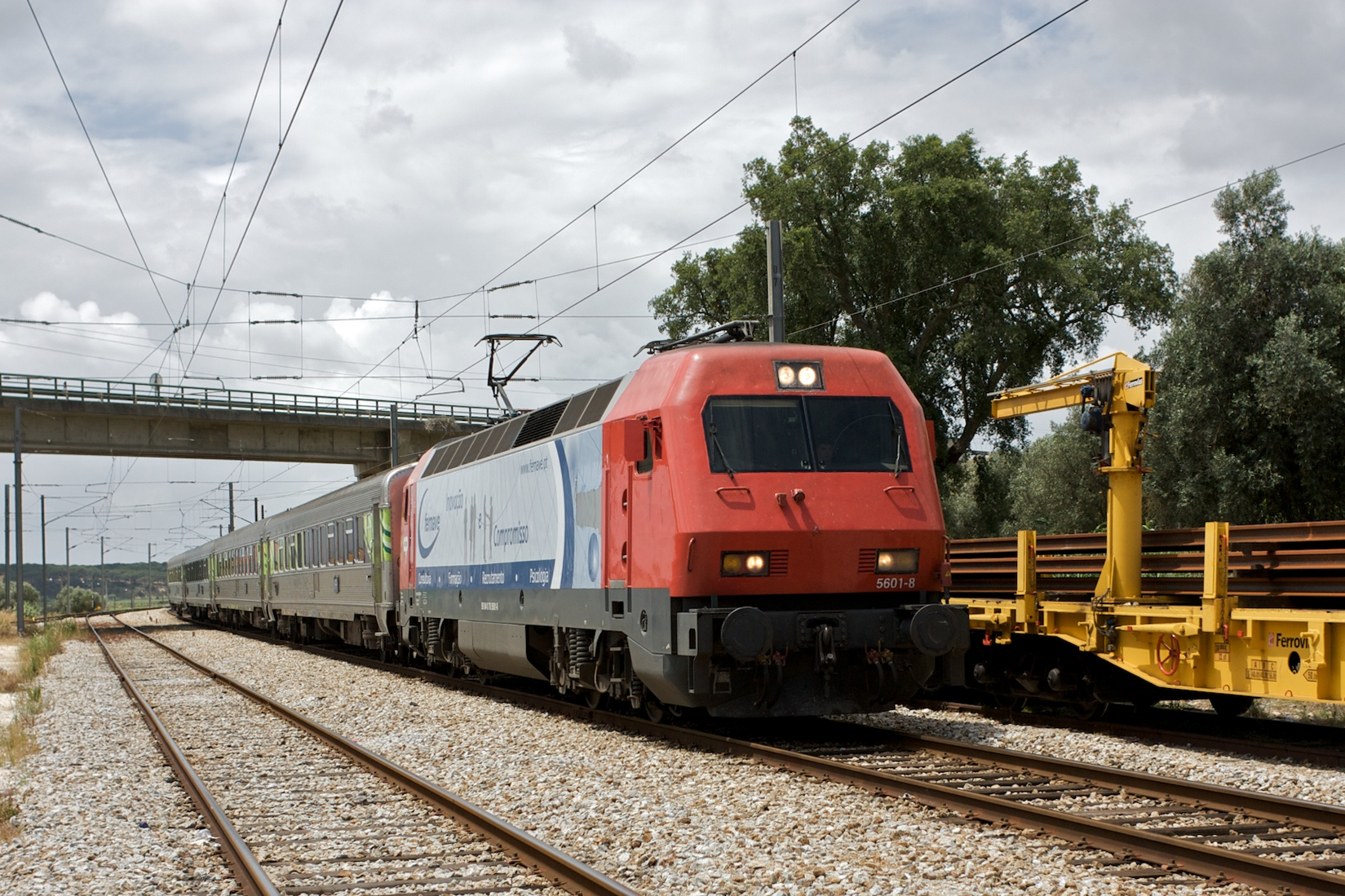
Comboio Intercidades na Estação de Alcácer, em 2010

#### Suspensão dos serviços
Em 1 de Dezembro de 2011, a empresa Comboios de Portugal suspendeu os comboios Regionais entre Setúbal e Tunes, e retirou as paragens dos comboios Intercidades em Alcácer do Sal, alegando que esta medida iria «gerar condições de atractividade e sustentabilidade do transporte ferroviário». Desta forma, a estação de Alcácer do Sal deixou de ser utilizada por serviços de passageiros, forçando os habitantes a se deslocar até às estações de Grândola ou Setúbal para ter acesso aos comboios, tendo sido uma de várias a ficar sem comboios de passageiros no distrito de Setúbal, num quadro de concentração dos serviços que a operadora Comboios de Portugal iniciou após a modernização da Linha do Sul.

Esta medida foi criticada pela oposição, que a apontou como um exemplo da falta de interesse por falta do governo no desenvolvimento da região. Com efeito, em Janeiro de 2012 o Bloco de Esquerda apresentou na Assembleia da República um projecto de resolução para que fossem repostos os serviços regionais, e anuladas as alterações no percurso dos comboios Intercidades. A Câmara Municipal de Alcácer do Sal também protestou contra esta decisão, tendo enviado em Março um baixo-assinado ao ao secretário de Estado das Obras Públicas, Transportes e Comunicações, exigindo que a cidade voltasse a ser servida pelos comboios. Nesta altura, a estação tinha sofrido recentemente obras de remodelação e modernização, que tinham custado um valor superior a 12 milhões de Euros.

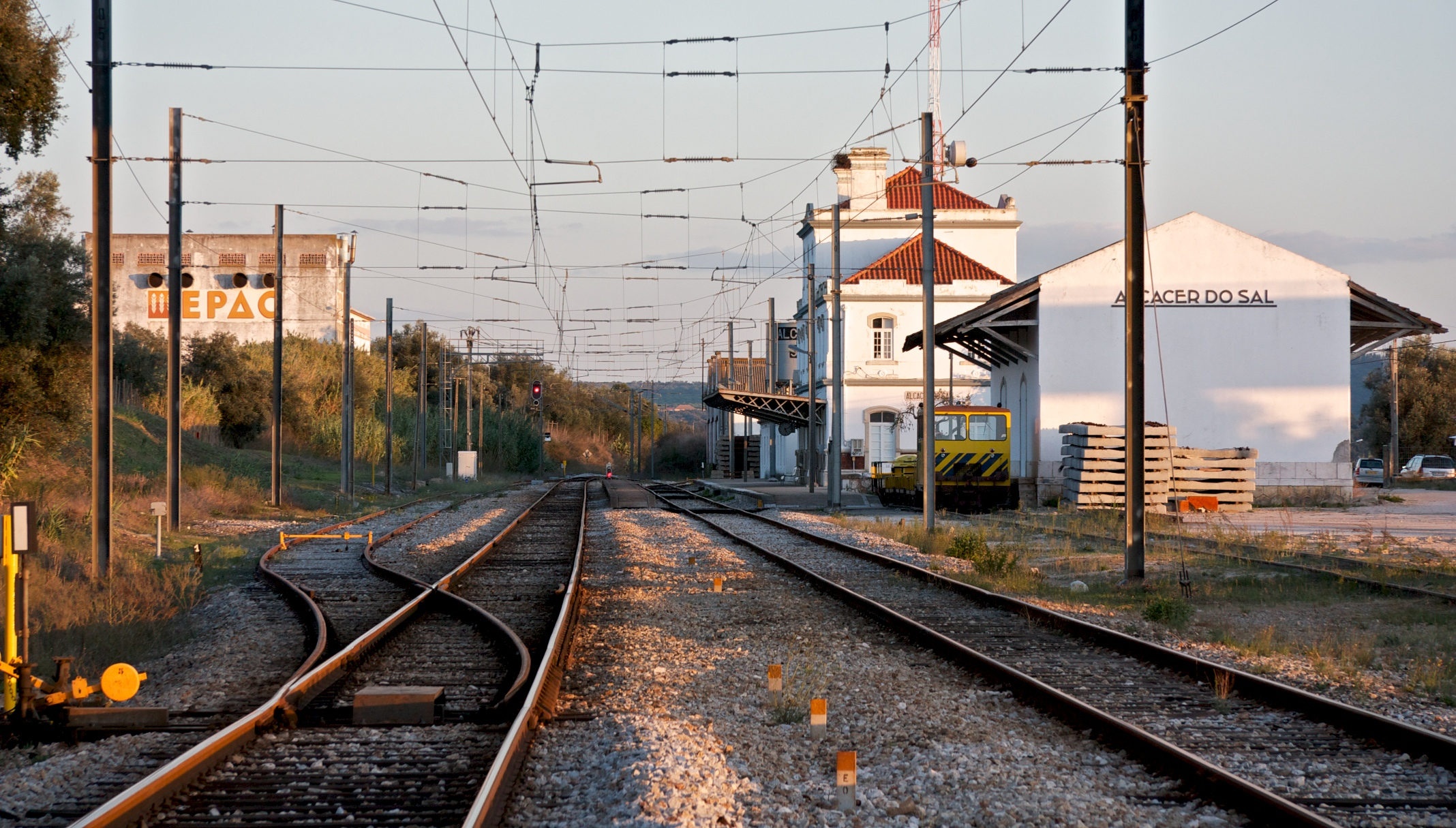
Estação de Alcácer do Sal, em 2011.

## Leitura recomendada
- MEDEIROS, Carlos Russo;  et al. (2010). Variante de Alcácer. Lisboa: Rede Ferroviária Nacional. 191 páginas. ISBN 978-972-98557-8-8